# ISO 3166-2:AG

Verwaltungsbezirke von Antigua und Barbuda

Die Liste der ISO-3166-2-Codes für  Antigua und Barbuda enthält die Codes für die sechs Verwaltungsbezirke (parishes) und zwei abhängige Gebiete (dependencies).

Die Codes bestehen aus zwei Teilen, die durch einen Bindestrich voneinander getrennt sind. Der erste Teil gibt den Landescode gemäß ISO 3166-1 (für  Antigua und Barbuda AG), der zweite den Code für das Parish oder die Dependency wieder.
Die aktuellen Codes stehen auf der Seite der ISO unter #iso:code:3166:AG zur Verfügung.

| Gemeinde     | Code  |
| ------------ | ----- |
| Saint George | AG-03 |
| Saint John   | AG-04 |
| Saint Mary   | AG-05 |
| Saint Paul   | AG-06 |
| Saint Peter  | AG-07 |
| Saint Philip | AG-08 |
| Barbuda 1)   | AG-10 |
| Redonda 1)   | AG-11 |